# Alianța Bolivariană pentru America
Alianța Bolivariană pentru America este o organizație politică și economică inițiată de țările Americii de Sud și Caraibe pentru integrare și ajutorare. Fiind cunoscută de asemeni sub denumirea ei inițială Alternativa Bolivariană pentru America, a fost fondată de Venezuela și Cuba pe 14 decembrie 2004 la Havana, în Cuba, ca o alternativă pentru ALCA.
Este identificată cu acronimul ALBA, format din denumirea inițială a organizației Alternativa Bolivariana para América.

## Membri
Membri:
- Antigua și Barbuda
- Bolivia
- Cuba
- Dominica
- Ecuador
- Nicaragua
- Sfântul Vicențiu și Grenadine
- Venezuela

Observatori:
- Grenada
- Haiti
- Paraguay
- Uruguay